# Миропільська ГЕС
Миро́пільська ГЕС — гідроелектростанція в Житомирській області. Розташована на річці Случ біля селища Миропіль Романівського району.
Діє з 1957 року. Відтоді виробила понад 200 млн кВт·год електроенергії.
Нині навколо Миропільської ГЕС — рекреаційна зона з водосховищем — місце відпочинку.